# 小行星2487
小行星2487（2487 Juhani）是一颗围绕太阳公转的小行星。1940年9月8日，海基·阿利科斯基在图尔库发现了此天体。
該小行星以阿利科斯基的兒子尤哈尼·阿利科斯基（Juhani Alikoski）命名。
这颗小行星的绝对星等为37.21621191781397等。